# Arthur Thistlewood
Arthur Thistlewood (Tupholme, Lincolnshire, 1770 — Londres, 1 de maig de 1820) fou un revolucionari anglès. Influït per les idees de la Revolució Francesa, intentà d'estendre l'agitació revolucionària i els ideals republicans. El 1820 va projectar un atemptat contra tots els membres del govern britànic anomenat el complot de «Cato Street» però fou delatat i executat.
La conspiració de Cato Street es va produir el 22 febrer de 1820 quan Thistlewood amb un petit grup de Spenceans van decidir, a instàncies de l'agent de policia George Edwards, assassinar al gabinet britànic en un sopar l'endemà, organitzat per un comte. El grup es va reunir en un loft a la zona de Marylebone, Londres, on els agents de policia van detenir els conspiradors. Edwards, un espia de la policia, havia inventat la història del sopar. Thistlewood va ser declarat culpable de traïció per la seva participació en la conspiració de Cato Street i, juntament amb els altres conspiradora John Thomas Brunt, William Davidson, John Richard Ings i Tidd, va ser penjat i decapitat públicament fora de la presó de Newgate l'1 de maig de 1820.